# À travers les Flandres 2022
À travers les Flandres 2022 (en néerlandais : Dwars door Vlaanderen) est la 76e édition de cette course cycliste masculine sur route. Elle a lieu le 30 mars 2022 et fait partie du calendrier UCI World Tour 2022 en catégorie 1.UWT.

## Présentation

### Parcours
Le départ est donné à Roulers. Dans la seconde partie de l’épreuve les monts parfois pavés s’enchaînent jusqu’à l’arrivée à Waregem après 183,9 kilomètres. Parmi ces monts, on peut notamment citer le Kanarieberg, le Knokteberg, le Hotond, Ladeuze, le Nokereberg et Holstraat (1 000 m à 5,2 %) dont le sommet se situe à environ 8 kilomètres de l’arrivée. Cinq secteurs pavés sont répertoriés. Le dernier secteur est la Herlegemstraat, d'une longueur de 1 000 m, située à 12 kilomètres de l'arrivée.

### Équipes
| WorldTeams (18)- AG2R Citroën Team - Astana Qazaqstan Team - Bahrain Victorious - Bora-Hansgrohe - Cofidis - EF Education-EasyPost - Groupama-FDJ - Ineos Grenadiers - Intermarché-Wanty-Gobert Matériaux - Israel-Premier Tech - Jumbo-Visma - Lotto-Soudal - Movistar Team - Quick-Step Alpha Vinyl - BikeExchange-Jayco - Team DSM - Trek-Segafredo - UAE Team Emirates ProTeams (7)- Alpecin-Fenix - Arkéa-Samsic - B&B Hotels-KTM - Bingoal Pauwels Sauces WB - TotalEnergies - Sport Vlaanderen-Baloise - Uno-X Pro Cycling Team |
| |

### Favoris
Wout van Aert (Jumbo Visma) ayant fait l'impasse sur la course, deux coureurs sont le plus souvent cités comme principaux candidats à la victoire : Tadej Pogačar (UAE Emirates), auteur d'un exceptionnel début de saison et Mathieu van der Poel (Alpecin Fenix), bien en vue depuis sa récente rentrée. Autres favoris : Tiesj Benoot qui devrait emmener la solide équipe Jumbo Visma en l'absence de Wout van Aert, Dylan van Baarle (Ineos Grenadiers), le vainqueur l'édition précédente, Mads Pedersen (Trek Segafredo), Stefan Küng (Groupama FDJ) et Victor Campenaerts (Lotto Soudal).

## Déroulement de la course
Dans la première partie de la course, une échappée composée de cinq hommes fait la course en tête. Ces cinq coureurs sont Nils Politt (Bora Hansgrohe), Aaron Verwilst (Sport Vlaanderen-Baloise), Johan Jacobs (Movistar), Kelland O'Brien (Team Bike Exchange) et Mathijs Paasschens (Bingoal Pauwels). Cette échappée compte jusqu'à plus de 5 minutes d'avance sur le peloton. À environ 70 kilomètres de l'arrivée, un groupe de contre-attaque de six hommes prend en chasse les cinq fuyards. Les six contre-attaquants sont Tom Pidcock et son équipier Ben Turner (Ineos Grenadiers), Mathieu van der Poel (Alpecin Fenix), Victor Campenaerts (Lotto Soudal), Tiesj Benoot (Jumbo Visma) et Stefan Küng (Groupama FDJ). Tadej Pogačar (UAE Emirates) essaie de revenir seul sur ce groupe de contre-attaque mais n'y parvient pas. À 48 kilomètres de Waregem, le groupe des six contre-attaquants revient sur les cinq fuyards. Ce groupe de tête de 11 hommes se réduit à 8 unités pour les 37 derniers kilomètres, Verwilst, Jacobs et Paasschens étant distancés. L'écart entre les 8 hommes de tête et les poursuivants emmenés par Pogačar se stabilise tout un temps aux alentours des 40 secondes. Les dix derniers kilomètres sont animés. Campenaerts, van der Poel puis Küng essaient de s'isoler devant mais en vain. À 1 700 m du terme, Tiesj Benoot place une attaque mais il est rattrapé par van der Poel. Les deux hommes se présentent avec une petite avance à l'arrivée où Mathieu van der Poel s'impose facilement.

## Classements

### Classement final
| \| Classement général \| Classement général \| Classement général \| Classement général \| Classement général \| \| Coureur \| Coureur \| Pays \| Équipe \| Temps \| \| ------------------ \| -------------------- \| ------------------ \| ------------------ \| ------------------ \| \| 1er \| Mathieu van der Poel \| Pays-Bas \| Alpecin-Fenix \| 4 h 05 min 39 s \| \| 2e \| Tiesj Benoot \| Belgique \| Jumbo-Visma \| + 1 s \| \| 3e \| Tom Pidcock \| Royaume-Uni \| Ineos Grenadiers \| + 5 s \| \| 4e \| Victor Campenaerts \| Belgique \| Lotto-Soudal \| + 5 s \| \| 5e \| Nils Politt \| Allemagne \| Bora-Hansgrohe \| + 5 s \| \| 6e \| Stefan Küng \| Suisse \| Groupama-FDJ \| + 5 s \| \| 7e \| Kelland O'Brien \| Australie \| BikeExchange-Jayco \| + 5 s \| \| 8e \| Ben Turner \| Royaume-Uni \| Ineos Grenadiers \| + 12 s \| \| 9e \| Jan Tratnik \| Slovénie \| Bahrain Victorious \| + 2 min 08 s \| \| 10e \| Tadej Pogačar \| Slovénie \| UAE Team Emirates \| + 2 min 08 s \| |                      |             |                    |                 |
| |                      |             |                    |                 |
| Source : ProCyclingStats |                      |             |                    |                 |
| Classement général |                      |             |                    |                 |
| Coureur | Coureur              | Pays        | Équipe             | Temps           |
| 1er | Mathieu van der Poel | Pays-Bas    | Alpecin-Fenix      | 4 h 05 min 39 s |
| 2e | Tiesj Benoot         | Belgique    | Jumbo-Visma        | + 1 s           |
| 3e | Tom Pidcock          | Royaume-Uni | Ineos Grenadiers   | + 5 s           |
| 4e | Victor Campenaerts   | Belgique    | Lotto-Soudal       | + 5 s           |
| 5e | Nils Politt          | Allemagne   | Bora-Hansgrohe     | + 5 s           |
| 6e | Stefan Küng          | Suisse      | Groupama-FDJ       | + 5 s           |
| 7e | Kelland O'Brien      | Australie   | BikeExchange-Jayco | + 5 s           |
| 8e | Ben Turner           | Royaume-Uni | Ineos Grenadiers   | + 12 s          |
| 9e | Jan Tratnik          | Slovénie    | Bahrain Victorious | + 2 min 08 s    |
| 10e | Tadej Pogačar        | Slovénie    | UAE Team Emirates  | + 2 min 08 s    |

### Classements UCI
La course attribue des points au classement mondial UCI 2022 selon le barème suivant :
| Position           | 1er | 2e  | 3e  | 4e  | 5e  | 6e  | 7e | 8e | 9e | 10e | 11e | 12e | 13e | 14e | 15e à 20e | 21e à 30e | 31e à 50e | 51e à 55e | 56e à 60e |
| Classement général | 300 | 250 | 215 | 175 | 120 | 115 | 95 | 75 | 60 | 50  | 40  | 35  | 30  | 25  | 20        | 12        | 5         | 2         | 1         |

## Liste des participants
| Légende | Légende                                                                    | Légende | Légende                                                    |
| ------- | -------------------------------------------------------------------------- | ------- | ---------------------------------------------------------- |
| Num     | Dossard de départ porté par le coureur sur cet À travers les Flandres      | Pos     | Position à l'arrivée de la course                          |
|         | Indique un maillot de champion national ou mondial, suivi de sa spécialité | NP      | Indique un coureur qui n'a pas pris le départ de la course |
| AB      | Indique un coureur qui n'a pas terminé la course                           | HD      | Indique un coureur qui a terminé la course hors des délais |
| DSQ     | Indique un coureur qui a été disqualifié de la course                      |         |                                                            |

| Ineos Grenadiers IGD | Ineos Grenadiers IGD    | Ineos Grenadiers IGD |
| -------------------- | ----------------------- | -------------------- |
| Num                  | Coureur                 | Pos                  |
| 1                    | Dylan van Baarle (NED)  | 71e                  |
| 2                    | Tom Pidcock (GBR)       | 3e                   |
| 3                    | Kim Heiduk (GER)        | AB                   |
| 4                    | Magnus Sheffield (USA)  | 15e                  |
| 5                    | Ben Swift (GBR) (route) | 98e                  |
| 6                    | Ben Turner (GBR)        | 8e                   |
| 7                    | Elia Viviani (ITA)      | 104e                 |

| UAE Team Emirates UAD | UAE Team Emirates UAD      | UAE Team Emirates UAD |
| --------------------- | -------------------------- | --------------------- |
| Num                   | Coureur                    | Pos                   |
| 11                    | Tadej Pogačar (SLO)        | 10e                   |
| 12                    | Alexys Brunel (FRA)        | 94e                   |
| 13                    | Mikkel Bjerg (DEN)         | AB                    |
| 14                    | Vegard Stake Laengen (NOR) | 57e                   |
| 15                    | Oliviero Troia (ITA)       | AB                    |
| 16                    | Rui Oliveira (POR)         | 87e                   |
| 17                    | Matteo Trentin (ITA)       | 30e                   |

| Quick-Step Alpha Vinyl QST | Quick-Step Alpha Vinyl QST | Quick-Step Alpha Vinyl QST |
| -------------------------- | -------------------------- | -------------------------- |
| Num                        | Coureur                    | Pos                        |
| 21                         | Yves Lampaert (BEL)        | 27e                        |
| 22                         | Stijn Steels (BEL)         | 92e                        |
| 23                         | Tim Declercq (BEL)         | 89e                        |
| 24                         | Fabio Jakobsen (NED)       | AB                         |
| 25                         | Jannik Steimle (GER)       | 14e                        |
| 26                         | Zdeněk Štybar (CZE)        | 61e                        |
| 27                         | Bert Van Lerberghe (BEL)   | 66e                        |

| AG2R Citroën Team ACT | AG2R Citroën Team ACT   | AG2R Citroën Team ACT |
| --------------------- | ----------------------- | --------------------- |
| Num                   | Coureur                 | Pos                   |
| 31                    | Greg Van Avermaet (BEL) | 16e                   |
| 32                    | Oliver Naesen (BEL)     | AB                    |
| 33                    | Lawrence Naesen (BEL)   | AB                    |
| 34                    | Gijs Van Hoecke (BEL)   | AB                    |
| 35                    | Antoine Raugel (FRA)    | AB                    |
| 36                    | Bob Jungels (LUX)       | 70e                   |
| 37                    | Stan Dewulf (BEL)       | 46e                   |

| Jumbo-Visma TJV | Jumbo-Visma TJV           | Jumbo-Visma TJV |
| --------------- | ------------------------- | --------------- |
| Num             | Coureur                   | Pos             |
| 41              | Tiesj Benoot (BEL)        | 2e              |
| 42              | David Dekker (NED)        | AB              |
| 43              | Pascal Eenkhoorn (NED)    | 22e             |
| 44              | Timo Roosen (NED) (route) | 106e            |
| 45              | Mike Teunissen (NED)      | 28e             |
| 46              | Olav Kooij (NED)          | 100e            |
| 47              | Mick van Dijke (NED)      | 105e            |

| Alpecin-Fenix AFC | Alpecin-Fenix AFC          | Alpecin-Fenix AFC |
| ----------------- | -------------------------- | ----------------- |
| Num               | Coureur                    | Pos               |
| 51                | Mathieu van der Poel (NED) | 1er               |
| 52                | Jasper Philipsen (BEL)     | 29e               |
| 53                | Dries De Bondt (BEL)       | 43e               |
| 54                | Gianni Vermeersch (BEL)    | 26e               |
| 55                | Michael Gogl (AUT)         | AB                |
| 56                | Tobias Bayer (AUT)         | AB                |
| 57                | Julien Vermote (BEL)       | AB                |

| Trek-Segafredo TFS | Trek-Segafredo TFS         | Trek-Segafredo TFS |
| ------------------ | -------------------------- | ------------------ |
| Num                | Coureur                    | Pos                |
| 61                 | Mads Pedersen (DEN)        | 69e                |
| 62                 | Daan Hoole (NED)           | 95e                |
| 63                 | Toms Skujiņš (LAT) (route) | AB                 |
| 64                 | Alex Kirsch (LUX)          | AB                 |
| 65                 | Quinn Simmons (USA)        | AB                 |
| 66                 | Edward Theuns (BEL)        | 54e                |
| 67                 | Otto Vergaerde (BEL)       | 68e                |

| Lotto-Soudal LTS | Lotto-Soudal LTS         | Lotto-Soudal LTS |
| ---------------- | ------------------------ | ---------------- |
| Num              | Coureur                  | Pos              |
| 71               | Victor Campenaerts (BEL) | 4e               |
| 72               | Cédric Beullens (BEL)    | 77e              |
| 73               | Florian Vermeersch (BEL) | 99e              |
| 74               | Arnaud De Lie (BEL)      | AB               |
| 75               | Brent Van Moer (BEL)     | 51e              |
| 76               | Frederik Frison (BEL)    | AB               |
| 77               | Tim Wellens (BEL)        | 37e              |

| Astana Qazaqstan Team AST | Astana Qazaqstan Team AST      | Astana Qazaqstan Team AST |
| ------------------------- | ------------------------------ | ------------------------- |
| Num                       | Coureur                        | Pos                       |
| 81                        | Gianni Moscon (ITA)            | AB                        |
| 82                        | Manuele Boaro (ITA)            | 82e                       |
| 83                        | Leonardo Basso (ITA)           | AB                        |
| 84                        | Yevgeniy Fedorov (KAZ) (route) | 84e                       |
| 85                        | Michele Gazzoli (ITA)          | AB                        |
| 86                        | Davide Martinelli (ITA)        | AB                        |
| 87                        | Artyom Zakharov (KAZ)          | 81e                       |

| Bahrain Victorious TBV | Bahrain Victorious TBV  | Bahrain Victorious TBV |
| ---------------------- | ----------------------- | ---------------------- |
| Num                    | Coureur                 | Pos                    |
| 91                     | Heinrich Haussler (AUS) | 108e                   |
| 92                     | Jan Tratnik (SLO)       | 9e                     |
| 93                     | Filip Maciejuk (POL)    | 60e                    |
| 94                     | Jonathan Milan (ITA)    | NP                     |
| 95                     | Yukiya Arashiro (JPN)   | 59e                    |
| 96                     | Jasha Sütterlin (GER)   | 45e                    |
| 97                     | Fred Wright (GBR)       | 25e                    |

| Bora-Hansgrohe BOH | Bora-Hansgrohe BOH        | Bora-Hansgrohe BOH |
| ------------------ | ------------------------- | ------------------ |
| Num                | Coureur                   | Pos                |
| 101                | Sam Bennett (IRL)         | AB                 |
| 102                | Marco Haller (AUT)        | AB                 |
| 103                | Jonas Koch (GER)          | 63e                |
| 104                | Ryan Mullen (IRL) (route) | 91e                |
| 105                | Nils Politt (GER)         | 5e                 |
| 106                | Lukas Pöstlberger (AUT)   | AB                 |
| 107                | Danny van Poppel (NED)    | 33e                |

| Cofidis COF | Cofidis COF             | Cofidis COF |
| ----------- | ----------------------- | ----------- |
| Num         | Coureur                 | Pos         |
| 111         | Bryan Coquard (FRA)     | 23e         |
| 112         | Piet Allegaert (BEL)    | 32e         |
| 114         | Wesley Kreder (NED)     | 55e         |
| 115         | Kenneth Vanbilsen (BEL) | 39e         |
| 116         | Jelle Wallays (BEL)     | AB          |
| 117         | André Carvalho (POR)    | 62e         |

| EF Education-EasyPost EFE | EF Education-EasyPost EFE | EF Education-EasyPost EFE |
| ------------------------- | ------------------------- | ------------------------- |
| Num                       | Coureur                   | Pos                       |
| 121                       | Alberto Bettiol (ITA)     | AB                        |
| 122                       | Stefan Bissegger (SUI)    | AB                        |
| 123                       | Michael Valgren (DEN)     | 73e                       |
| 124                       | Marijn van den Berg (NED) | 90e                       |
| 125                       | Sebastian Langeveld (NED) | 97e                       |
| 126                       | Jonas Rutsch (GER)        | 50e                       |
| 127                       | Thomas Scully (NZL)       | 102e                      |

| Groupama-FDJ GFC | Groupama-FDJ GFC            | Groupama-FDJ GFC |
| ---------------- | --------------------------- | ---------------- |
| Num              | Coureur                     | Pos              |
| 131              | Stefan Küng (SUI)           | 6e               |
| 132              | Lewis Askey (GBR)           | 40e              |
| 133              | Valentin Madouas (FRA)      | 11e              |
| 134              | Kevin Geniets (LUX) (route) | 67e              |
| 135              | Olivier Le Gac (FRA)        | 18e              |
| 136              | Fabian Lienhard (SUI)       | 53e              |
| 137              | Tobias Ludvigsson (SWE)     | AB               |

| Intermarché-Wanty-Gobert Matériaux IWG | Intermarché-Wanty-Gobert Matériaux IWG | Intermarché-Wanty-Gobert Matériaux IWG |
| -------------------------------------- | -------------------------------------- | -------------------------------------- |
| Num                                    | Coureur                                | Pos                                    |
| 141                                    | Alexander Kristoff (NOR)               | 31e                                    |
| 142                                    | Aimé De Gendt (BEL)                    | 58e                                    |
| 143                                    | Julius Johansen (DEN)                  | 75e                                    |
| 144                                    | Andrea Pasqualon (ITA)                 | 12e                                    |
| 145                                    | Adrien Petit (FRA)                     | AB                                     |
| 146                                    | Taco van der Hoorn (NED)               | AB                                     |
| 147                                    | Kévin Van Melsen (BEL)                 | AB                                     |

| Israel-Premier Tech IPT | Israel-Premier Tech IPT        | Israel-Premier Tech IPT |
| ----------------------- | ------------------------------ | ----------------------- |
| Num                     | Coureur                        | Pos                     |
| 151                     | Sep Vanmarcke (BEL)            | 101e                    |
| 152                     | Jenthe Biermans (BEL)          | NP                      |
| 153                     | Hugo Houle (CAN)               | 42e                     |
| 154                     | Taj Jones (AUS)                | AB                      |
| 155                     | Guillaume Boivin (CAN) (route) | NP                      |

| Movistar Team MOV | Movistar Team MOV         | Movistar Team MOV |
| ----------------- | ------------------------- | ----------------- |
| Num               | Coureur                   | Pos               |
| 161               | Iván García Cortina (ESP) | 34e               |
| 162               | Iñigo Elosegui (ESP)      | AB                |
| 163               | Imanol Erviti (ESP)       | AB                |
| 164               | Alex Aranburu (ESP)       | 85e               |
| 165               | Johan Jacobs (SUI)        | 24e               |
| 166               | Mathias Norsgaard (DEN)   | 80e               |
| 167               | Max Kanter (GER)          | AB                |

| BikeExchange-Jayco BEX | BikeExchange-Jayco BEX    | BikeExchange-Jayco BEX |
| ---------------------- | ------------------------- | ---------------------- |
| Num                    | Coureur                   | Pos                    |
| 171                    | Dylan Groenewegen (NED)   | 107e                   |
| 172                    | Alexander Edmondson (AUS) | AB                     |
| 173                    | Campbell Stewart (NZL)    | AB                     |
| 174                    | Alexander Konychev (ITA)  | AB                     |
| 175                    | Luka Mezgec (SLO)         | 36e                    |
| 176                    | Luke Durbridge (AUS)      | 64e                    |
| 177                    | Kelland O'Brien (AUS)     | 7e                     |

| Team DSM DSM | Team DSM DSM               | Team DSM DSM |
| ------------ | -------------------------- | ------------ |
| Num          | Coureur                    | Pos          |
| 181          | John Degenkolb (GER)       | 38e          |
| 182          | Kevin Vermaerke (USA)      | 93e          |
| 183          | Alberto Dainese (ITA)      | 103e         |
| 184          | Søren Kragh Andersen (DEN) | 17e          |
| 185          | Niklas Märkl (GER)         | AB           |
| 186          | Joris Nieuwenhuis (NED)    | 48e          |
| 187          | Cees Bol (NED)             | AB           |

| Arkéa-Samsic ARK | Arkéa-Samsic ARK       | Arkéa-Samsic ARK |
| ---------------- | ---------------------- | ---------------- |
| Num              | Coureur                | Pos              |
| 191              | Amaury Capiot (BEL)    | 13e              |
| 193              | Matîs Louvel (FRA)     | 19e              |
| 194              | Christophe Noppe (BEL) | 86e              |
| 195              | Markus Pajur (EST)     | 83e              |
| 196              | Clément Russo (FRA)    | 35e              |
| 197              | Connor Swift (GBR)     | 56e              |

| TotalEnergies TEN | TotalEnergies TEN          | TotalEnergies TEN |
| ----------------- | -------------------------- | ----------------- |
| Num               | Coureur                    | Pos               |
| 201               | Edvald Boasson Hagen (NOR) | 52e               |
| 202               | Maciej Bodnar (POL)        | AB                |
| 203               | Daniel Oss (ITA)           | 65e               |
| 204               | Geoffrey Soupe (FRA)       | AB                |
| 205               | Niki Terpstra (NED)        | 21e               |
| 206               | Anthony Turgis (FRA)       | 72e               |
| 207               | Dries Van Gestel (BEL)     | AB                |

| B&B Hotels-KTM BBK | B&B Hotels-KTM BBK     | B&B Hotels-KTM BBK |
| ------------------ | ---------------------- | ------------------ |
| Num                | Coureur                | Pos                |
| 211                | Jens Debusschere (BEL) | AB                 |
| 212                | Luca Mozzato (ITA)     | 44e                |
| 213                | Alexis Gougeard (FRA)  | 20e                |
| 214                | Julien Morice (FRA)    | 88e                |
| 215                | Victor Koretzky (FRA)  | 41e                |
| 216                | Jérémy Lecroq (FRA)    | AB                 |
| 217                | Jordi Warlop (BEL)     | AB                 |

| Sport Vlaanderen-Baloise SVB | Sport Vlaanderen-Baloise SVB | Sport Vlaanderen-Baloise SVB |
| ---------------------------- | ---------------------------- | ---------------------------- |
| Num                          | Coureur                      | Pos                          |
| 221                          | Alex Colman (BEL)            | AB                           |
| 222                          | Gilles De Wilde (BEL)        | AB                           |
| 223                          | Milan Fretin (BEL)           | AB                           |
| 224                          | Jens Reynders (BEL)          | 78e                          |
| 225                          | Aaron Van Poucke (BEL)       | AB                           |
| 226                          | Ward Vanhoof (BEL)           | 49e                          |
| 227                          | Aaron Verwilst (BEL)         | 74e                          |

| Bingoal Pauwels Sauces WB BWB | Bingoal Pauwels Sauces WB BWB | Bingoal Pauwels Sauces WB BWB |
| ----------------------------- | ----------------------------- | ----------------------------- |
| Num                           | Coureur                       | Pos                           |
| 231                           | Arjen Livyns (BEL)            | 47e                           |
| 232                           | Stanisław Aniołkowski (POL)   | AB                            |
| 233                           | Mathijs Paasschens (NED)      | 76e                           |
| 234                           | Timothy Dupont (BEL)          | AB                            |
| 235                           | Laurenz Rex (BEL)             | AB                            |
| 236                           | Ludovic Robeet (BEL)          | AB                            |
| 237                           | Attilio Viviani (ITA)         | AB                            |

| Uno-X Pro Cycling Team UXT | Uno-X Pro Cycling Team UXT   | Uno-X Pro Cycling Team UXT |
| -------------------------- | ---------------------------- | -------------------------- |
| Num                        | Coureur                      | Pos                        |
| 241                        | Kristoffer Halvorsen (NOR)   | AB                         |
| 242                        | William Blume Levy (DEN)     | AB                         |
| 243                        | Tord Gudmestad (NOR)         | AB                         |
| 244                        | Erik Nordsæter Resell (NOR)  | 79e                        |
| 245                        | Martin Bugge Urianstad (NOR) | AB                         |
| 246                        | Anders Skaarseth (NOR)       | 96e                        |
| 247                        | Søren Wærenskjold (NOR)      | NP                         |

| Ineos Grenadiers IGD | Ineos Grenadiers IGD    | Ineos Grenadiers IGD |
| -------------------- | ----------------------- | -------------------- |
| Num                  | Coureur                 | Pos                  |
| 1                    | Dylan van Baarle (NED)  | 71e                  |
| 2                    | Tom Pidcock (GBR)       | 3e                   |
| 3                    | Kim Heiduk (GER)        | AB                   |
| 4                    | Magnus Sheffield (USA)  | 15e                  |
| 5                    | Ben Swift (GBR) (route) | 98e                  |
| 6                    | Ben Turner (GBR)        | 8e                   |
| 7                    | Elia Viviani (ITA)      | 104e                 |

| UAE Team Emirates UAD | UAE Team Emirates UAD      | UAE Team Emirates UAD |
| --------------------- | -------------------------- | --------------------- |
| Num                   | Coureur                    | Pos                   |
| 11                    | Tadej Pogačar (SLO)        | 10e                   |
| 12                    | Alexys Brunel (FRA)        | 94e                   |
| 13                    | Mikkel Bjerg (DEN)         | AB                    |
| 14                    | Vegard Stake Laengen (NOR) | 57e                   |
| 15                    | Oliviero Troia (ITA)       | AB                    |
| 16                    | Rui Oliveira (POR)         | 87e                   |
| 17                    | Matteo Trentin (ITA)       | 30e                   |

| Quick-Step Alpha Vinyl QST | Quick-Step Alpha Vinyl QST | Quick-Step Alpha Vinyl QST |
| -------------------------- | -------------------------- | -------------------------- |
| Num                        | Coureur                    | Pos                        |
| 21                         | Yves Lampaert (BEL)        | 27e                        |
| 22                         | Stijn Steels (BEL)         | 92e                        |
| 23                         | Tim Declercq (BEL)         | 89e                        |
| 24                         | Fabio Jakobsen (NED)       | AB                         |
| 25                         | Jannik Steimle (GER)       | 14e                        |
| 26                         | Zdeněk Štybar (CZE)        | 61e                        |
| 27                         | Bert Van Lerberghe (BEL)   | 66e                        |

| AG2R Citroën Team ACT | AG2R Citroën Team ACT   | AG2R Citroën Team ACT |
| --------------------- | ----------------------- | --------------------- |
| Num                   | Coureur                 | Pos                   |
| 31                    | Greg Van Avermaet (BEL) | 16e                   |
| 32                    | Oliver Naesen (BEL)     | AB                    |
| 33                    | Lawrence Naesen (BEL)   | AB                    |
| 34                    | Gijs Van Hoecke (BEL)   | AB                    |
| 35                    | Antoine Raugel (FRA)    | AB                    |
| 36                    | Bob Jungels (LUX)       | 70e                   |
| 37                    | Stan Dewulf (BEL)       | 46e                   |

| Jumbo-Visma TJV | Jumbo-Visma TJV           | Jumbo-Visma TJV |
| --------------- | ------------------------- | --------------- |
| Num             | Coureur                   | Pos             |
| 41              | Tiesj Benoot (BEL)        | 2e              |
| 42              | David Dekker (NED)        | AB              |
| 43              | Pascal Eenkhoorn (NED)    | 22e             |
| 44              | Timo Roosen (NED) (route) | 106e            |
| 45              | Mike Teunissen (NED)      | 28e             |
| 46              | Olav Kooij (NED)          | 100e            |
| 47              | Mick van Dijke (NED)      | 105e            |

| Alpecin-Fenix AFC | Alpecin-Fenix AFC          | Alpecin-Fenix AFC |
| ----------------- | -------------------------- | ----------------- |
| Num               | Coureur                    | Pos               |
| 51                | Mathieu van der Poel (NED) | 1er               |
| 52                | Jasper Philipsen (BEL)     | 29e               |
| 53                | Dries De Bondt (BEL)       | 43e               |
| 54                | Gianni Vermeersch (BEL)    | 26e               |
| 55                | Michael Gogl (AUT)         | AB                |
| 56                | Tobias Bayer (AUT)         | AB                |
| 57                | Julien Vermote (BEL)       | AB                |

| Trek-Segafredo TFS | Trek-Segafredo TFS         | Trek-Segafredo TFS |
| ------------------ | -------------------------- | ------------------ |
| Num                | Coureur                    | Pos                |
| 61                 | Mads Pedersen (DEN)        | 69e                |
| 62                 | Daan Hoole (NED)           | 95e                |
| 63                 | Toms Skujiņš (LAT) (route) | AB                 |
| 64                 | Alex Kirsch (LUX)          | AB                 |
| 65                 | Quinn Simmons (USA)        | AB                 |
| 66                 | Edward Theuns (BEL)        | 54e                |
| 67                 | Otto Vergaerde (BEL)       | 68e                |

| Lotto-Soudal LTS | Lotto-Soudal LTS         | Lotto-Soudal LTS |
| ---------------- | ------------------------ | ---------------- |
| Num              | Coureur                  | Pos              |
| 71               | Victor Campenaerts (BEL) | 4e               |
| 72               | Cédric Beullens (BEL)    | 77e              |
| 73               | Florian Vermeersch (BEL) | 99e              |
| 74               | Arnaud De Lie (BEL)      | AB               |
| 75               | Brent Van Moer (BEL)     | 51e              |
| 76               | Frederik Frison (BEL)    | AB               |
| 77               | Tim Wellens (BEL)        | 37e              |

| Astana Qazaqstan Team AST | Astana Qazaqstan Team AST      | Astana Qazaqstan Team AST |
| ------------------------- | ------------------------------ | ------------------------- |
| Num                       | Coureur                        | Pos                       |
| 81                        | Gianni Moscon (ITA)            | AB                        |
| 82                        | Manuele Boaro (ITA)            | 82e                       |
| 83                        | Leonardo Basso (ITA)           | AB                        |
| 84                        | Yevgeniy Fedorov (KAZ) (route) | 84e                       |
| 85                        | Michele Gazzoli (ITA)          | AB                        |
| 86                        | Davide Martinelli (ITA)        | AB                        |
| 87                        | Artyom Zakharov (KAZ)          | 81e                       |

| Bahrain Victorious TBV | Bahrain Victorious TBV  | Bahrain Victorious TBV |
| ---------------------- | ----------------------- | ---------------------- |
| Num                    | Coureur                 | Pos                    |
| 91                     | Heinrich Haussler (AUS) | 108e                   |
| 92                     | Jan Tratnik (SLO)       | 9e                     |
| 93                     | Filip Maciejuk (POL)    | 60e                    |
| 94                     | Jonathan Milan (ITA)    | NP                     |
| 95                     | Yukiya Arashiro (JPN)   | 59e                    |
| 96                     | Jasha Sütterlin (GER)   | 45e                    |
| 97                     | Fred Wright (GBR)       | 25e                    |

| Bora-Hansgrohe BOH | Bora-Hansgrohe BOH        | Bora-Hansgrohe BOH |
| ------------------ | ------------------------- | ------------------ |
| Num                | Coureur                   | Pos                |
| 101                | Sam Bennett (IRL)         | AB                 |
| 102                | Marco Haller (AUT)        | AB                 |
| 103                | Jonas Koch (GER)          | 63e                |
| 104                | Ryan Mullen (IRL) (route) | 91e                |
| 105                | Nils Politt (GER)         | 5e                 |
| 106                | Lukas Pöstlberger (AUT)   | AB                 |
| 107                | Danny van Poppel (NED)    | 33e                |

| Cofidis COF | Cofidis COF             | Cofidis COF |
| ----------- | ----------------------- | ----------- |
| Num         | Coureur                 | Pos         |
| 111         | Bryan Coquard (FRA)     | 23e         |
| 112         | Piet Allegaert (BEL)    | 32e         |
| 114         | Wesley Kreder (NED)     | 55e         |
| 115         | Kenneth Vanbilsen (BEL) | 39e         |
| 116         | Jelle Wallays (BEL)     | AB          |
| 117         | André Carvalho (POR)    | 62e         |

| EF Education-EasyPost EFE | EF Education-EasyPost EFE | EF Education-EasyPost EFE |
| ------------------------- | ------------------------- | ------------------------- |
| Num                       | Coureur                   | Pos                       |
| 121                       | Alberto Bettiol (ITA)     | AB                        |
| 122                       | Stefan Bissegger (SUI)    | AB                        |
| 123                       | Michael Valgren (DEN)     | 73e                       |
| 124                       | Marijn van den Berg (NED) | 90e                       |
| 125                       | Sebastian Langeveld (NED) | 97e                       |
| 126                       | Jonas Rutsch (GER)        | 50e                       |
| 127                       | Thomas Scully (NZL)       | 102e                      |

| Groupama-FDJ GFC | Groupama-FDJ GFC            | Groupama-FDJ GFC |
| ---------------- | --------------------------- | ---------------- |
| Num              | Coureur                     | Pos              |
| 131              | Stefan Küng (SUI)           | 6e               |
| 132              | Lewis Askey (GBR)           | 40e              |
| 133              | Valentin Madouas (FRA)      | 11e              |
| 134              | Kevin Geniets (LUX) (route) | 67e              |
| 135              | Olivier Le Gac (FRA)        | 18e              |
| 136              | Fabian Lienhard (SUI)       | 53e              |
| 137              | Tobias Ludvigsson (SWE)     | AB               |

| Intermarché-Wanty-Gobert Matériaux IWG | Intermarché-Wanty-Gobert Matériaux IWG | Intermarché-Wanty-Gobert Matériaux IWG |
| -------------------------------------- | -------------------------------------- | -------------------------------------- |
| Num                                    | Coureur                                | Pos                                    |
| 141                                    | Alexander Kristoff (NOR)               | 31e                                    |
| 142                                    | Aimé De Gendt (BEL)                    | 58e                                    |
| 143                                    | Julius Johansen (DEN)                  | 75e                                    |
| 144                                    | Andrea Pasqualon (ITA)                 | 12e                                    |
| 145                                    | Adrien Petit (FRA)                     | AB                                     |
| 146                                    | Taco van der Hoorn (NED)               | AB                                     |
| 147                                    | Kévin Van Melsen (BEL)                 | AB                                     |

| Israel-Premier Tech IPT | Israel-Premier Tech IPT        | Israel-Premier Tech IPT |
| ----------------------- | ------------------------------ | ----------------------- |
| Num                     | Coureur                        | Pos                     |
| 151                     | Sep Vanmarcke (BEL)            | 101e                    |
| 152                     | Jenthe Biermans (BEL)          | NP                      |
| 153                     | Hugo Houle (CAN)               | 42e                     |
| 154                     | Taj Jones (AUS)                | AB                      |
| 155                     | Guillaume Boivin (CAN) (route) | NP                      |

| Movistar Team MOV | Movistar Team MOV         | Movistar Team MOV |
| ----------------- | ------------------------- | ----------------- |
| Num               | Coureur                   | Pos               |
| 161               | Iván García Cortina (ESP) | 34e               |
| 162               | Iñigo Elosegui (ESP)      | AB                |
| 163               | Imanol Erviti (ESP)       | AB                |
| 164               | Alex Aranburu (ESP)       | 85e               |
| 165               | Johan Jacobs (SUI)        | 24e               |
| 166               | Mathias Norsgaard (DEN)   | 80e               |
| 167               | Max Kanter (GER)          | AB                |

| BikeExchange-Jayco BEX | BikeExchange-Jayco BEX    | BikeExchange-Jayco BEX |
| ---------------------- | ------------------------- | ---------------------- |
| Num                    | Coureur                   | Pos                    |
| 171                    | Dylan Groenewegen (NED)   | 107e                   |
| 172                    | Alexander Edmondson (AUS) | AB                     |
| 173                    | Campbell Stewart (NZL)    | AB                     |
| 174                    | Alexander Konychev (ITA)  | AB                     |
| 175                    | Luka Mezgec (SLO)         | 36e                    |
| 176                    | Luke Durbridge (AUS)      | 64e                    |
| 177                    | Kelland O'Brien (AUS)     | 7e                     |

| Team DSM DSM | Team DSM DSM               | Team DSM DSM |
| ------------ | -------------------------- | ------------ |
| Num          | Coureur                    | Pos          |
| 181          | John Degenkolb (GER)       | 38e          |
| 182          | Kevin Vermaerke (USA)      | 93e          |
| 183          | Alberto Dainese (ITA)      | 103e         |
| 184          | Søren Kragh Andersen (DEN) | 17e          |
| 185          | Niklas Märkl (GER)         | AB           |
| 186          | Joris Nieuwenhuis (NED)    | 48e          |
| 187          | Cees Bol (NED)             | AB           |

| Arkéa-Samsic ARK | Arkéa-Samsic ARK       | Arkéa-Samsic ARK |
| ---------------- | ---------------------- | ---------------- |
| Num              | Coureur                | Pos              |
| 191              | Amaury Capiot (BEL)    | 13e              |
| 193              | Matîs Louvel (FRA)     | 19e              |
| 194              | Christophe Noppe (BEL) | 86e              |
| 195              | Markus Pajur (EST)     | 83e              |
| 196              | Clément Russo (FRA)    | 35e              |
| 197              | Connor Swift (GBR)     | 56e              |

| TotalEnergies TEN | TotalEnergies TEN          | TotalEnergies TEN |
| ----------------- | -------------------------- | ----------------- |
| Num               | Coureur                    | Pos               |
| 201               | Edvald Boasson Hagen (NOR) | 52e               |
| 202               | Maciej Bodnar (POL)        | AB                |
| 203               | Daniel Oss (ITA)           | 65e               |
| 204               | Geoffrey Soupe (FRA)       | AB                |
| 205               | Niki Terpstra (NED)        | 21e               |
| 206               | Anthony Turgis (FRA)       | 72e               |
| 207               | Dries Van Gestel (BEL)     | AB                |

| B&B Hotels-KTM BBK | B&B Hotels-KTM BBK     | B&B Hotels-KTM BBK |
| ------------------ | ---------------------- | ------------------ |
| Num                | Coureur                | Pos                |
| 211                | Jens Debusschere (BEL) | AB                 |
| 212                | Luca Mozzato (ITA)     | 44e                |
| 213                | Alexis Gougeard (FRA)  | 20e                |
| 214                | Julien Morice (FRA)    | 88e                |
| 215                | Victor Koretzky (FRA)  | 41e                |
| 216                | Jérémy Lecroq (FRA)    | AB                 |
| 217                | Jordi Warlop (BEL)     | AB                 |

| Sport Vlaanderen-Baloise SVB | Sport Vlaanderen-Baloise SVB | Sport Vlaanderen-Baloise SVB |
| ---------------------------- | ---------------------------- | ---------------------------- |
| Num                          | Coureur                      | Pos                          |
| 221                          | Alex Colman (BEL)            | AB                           |
| 222                          | Gilles De Wilde (BEL)        | AB                           |
| 223                          | Milan Fretin (BEL)           | AB                           |
| 224                          | Jens Reynders (BEL)          | 78e                          |
| 225                          | Aaron Van Poucke (BEL)       | AB                           |
| 226                          | Ward Vanhoof (BEL)           | 49e                          |
| 227                          | Aaron Verwilst (BEL)         | 74e                          |

| Bingoal Pauwels Sauces WB BWB | Bingoal Pauwels Sauces WB BWB | Bingoal Pauwels Sauces WB BWB |
| ----------------------------- | ----------------------------- | ----------------------------- |
| Num                           | Coureur                       | Pos                           |
| 231                           | Arjen Livyns (BEL)            | 47e                           |
| 232                           | Stanisław Aniołkowski (POL)   | AB                            |
| 233                           | Mathijs Paasschens (NED)      | 76e                           |
| 234                           | Timothy Dupont (BEL)          | AB                            |
| 235                           | Laurenz Rex (BEL)             | AB                            |
| 236                           | Ludovic Robeet (BEL)          | AB                            |
| 237                           | Attilio Viviani (ITA)         | AB                            |

| Uno-X Pro Cycling Team UXT | Uno-X Pro Cycling Team UXT   | Uno-X Pro Cycling Team UXT |
| -------------------------- | ---------------------------- | -------------------------- |
| Num                        | Coureur                      | Pos                        |
| 241                        | Kristoffer Halvorsen (NOR)   | AB                         |
| 242                        | William Blume Levy (DEN)     | AB                         |
| 243                        | Tord Gudmestad (NOR)         | AB                         |
| 244                        | Erik Nordsæter Resell (NOR)  | 79e                        |
| 245                        | Martin Bugge Urianstad (NOR) | AB                         |
| 246                        | Anders Skaarseth (NOR)       | 96e                        |
| 247                        | Søren Wærenskjold (NOR)      | NP                         |